# پدی مک‌لوگلین (بازیکن فوتبال، زاده ۱۹۹۱)
پدی مک لوگلین (انگلیسی: Paddy McLaughlin؛ زادهٔ ۱۴ ژانویهٔ ۱۹۹۱) بازیکن فوتبال اهل بریتانیا است.
از باشگاه‌هایی که در آن بازی کرده‌است می‌توان به باشگاه فوتبال هارتل پول یونایتد، باشگاه فوتبال گریمزبی تاون، باشگاه فوتبال گیتزهد، باشگاه فوتبال هروگیت تاون، باشگاه فوتبال یورک سیتی، و باشگاه فوتبال نیوکاسل یونایتد اشاره کرد.
وی همچنین در تیم ملی فوتبال زیر ۲۱ سال ایرلند شمالی بازی کرده‌است.
او بازیکن بسیارذبا تجربه و خوبی است.